# Baloghy
A Balogi vagy Baloghy régi magyar családnév, amely a származási helyre utalhat: Feketebalog (Szlovákia, korábban Zólyom vármegye), Vámosbalog, azaz
Alsó- és Felsőbalog egyesítése (Szlovákia, korábban Gömör és Kishont vármegye), Ipolybalog (Szlovákia, korábban Hont vármegye).

## Híres Balogi nevű személyek
Baloghy
- (balogi) Baloghy Ádám (1836–1881) ügyvéd, író
- Baloghy György (1861–1931)
- Baloghy György, angolul: George Baloghy (1950) magyar festőművész
- Baloghy István (?–1882) tisztviselő
- Baloghy József (?–1809) katolikus pap
- (balogi) Baloghy László (1799–1858) író